# Herb Wiedoeft
Herbert Arthur "Herb" Wiedoeft, född 22 november 1886 i Tyskland, död 12 maj 1928 i Ashland i Oregon, var en tyskfödd amerikansk trumpetare och orkesterledare.
Herb Wiedoeft föddes i Tyskland som son till Adolph Wiedoeft och Anna Duntz, men emigrerade redan som litet barn med föräldrarna till USA, där familjen slutligen etablerade sig i Los Angeles. Fadern var musikalisk och så var även Herb Wiedoeft och minst fyra av hans yngre syskon (av vilka den mest kände var saxofonvirtuosen Rudy Wiedoeft), vilka troligen alla ingick i en av fadern ledd familjeorkester.
Det är inte känt exakt när Herb Wiedoeft först etablerade sin egen orkester, men i beaktande av att två av hans bröder, Gerhardt (tuba) och Adolph (trummor) ingick i den under hela dess dokumenterade existens är det möjligt att den utgjorde en direkt fortsättning på familjeorkestern. Våren 1922 var Herb Wiedoefts band etablerat nog för att få göra sina första skivinspelningar för det nystartade lokala skivbolaget Nordskog. Senare samma år eller tidigt 1923 erhöll orkestern dessutom ett längre engagemang på "Cinderella Roof Ballroom" på det fashionabla Biltmore Hotel i Los Angeles. Parallellt med detta påbörjade orkestern en lång serie inspelningar för det rikstäckande skivbolaget Brunswick, vilka fortgick ända till Wiedoefts död 1928 och även därefter. Till de första inspelningarna hörde Wiedoefts egen komposition Cinderella Blues, uppkallad efter lokalen där bandet uppträdde. Även om Wiedoefts orkester i grunden spelade dansmusik innehåller hans inspelningar även ett stort mått av jazz.
Inspelningarna för Brunswick gav också orkestern nationell uppmärksamhet, och sommaren 1924 framträdde Wiedoeft och hans mannar i både Chicago och New York. Sistnämnda stad återvände man till sommaren 1925 och spelade då på det berömda Roseland Ballroom.
Omkring sistnämnda år tog Wiedoefts engagemang på Cinderella Ballroom slut (han efterträddes där av Fred Elizaldes orkester), och efter en period av kortare engagemang på bland annat olika orter i Oregon fick bandet 1927 en ny fast spelplats på det nyöppnade Trianon Ballroom i Seattle.
Den 11 maj 1928 var orkestern ute på en turné längs amerikanska västkusten då en av turnébilarna på grund av kraftig trafik och dimma körde av vägen utanför orten Pinehurst i Oregon. Två av passagerarna skadades, klarinettisten Larry Abbott och Wiedoeft själv, och fördes båda till ett sjukhus i Ashland. Wiedoeft visade sig vara illa skadad (han hade bland annat punkterat en lunga) och avled redan dagen därpå medan Abbott klarade sig.
Herb Wiedoeft begravdes i Ingelwood i Kalifornien den 16 maj. Ledarskapet över hans framgångsrika orkester övertogs av hans trombonist Jesse Stafford, vilken ledde den vidare fram till sin egen död 1937.